# 드렁큰 타이거
드렁큰 타이거(영어: Drunken Tiger)는 1990년대 초에서 대한민국에서 결성하여 1999년부터 2018년까지 활동한 대한민국의 힙합 래퍼 그룹이다. DJ 샤인의 탈퇴 이후 타이거 JK가 공연할 때 늘 백업으로 비지와 팔로알토가 참여하였다. 드렁큰 타이거는 원래 1992년 로스앤젤레스 폭동 직후 미국 웨스트 코스트 L.A의 랩의 뿌리 힙합 축제에서 데뷔, 고등학교 시절부터 힙합 방송을 비롯한 크고 작은 무대에서 랩 실력을 뽐내던 타이거 JK에 의해 시작되어 힙합계의 여러 동료들이 참여하는 타이거 클랜을 가리키기도 하며 한국에서의 첫 활동은 타이거 JK를 주축으로 미국의 Sucram이 멤버로 활동하였고, 1999년, 두 번째 귀국부턴 타이거 JK를 주축으로 DJ 샤인이 합류해 활동하였다. 2005년, 1집부터 5집 음반까지 활동한 DJ 샤인은 탈퇴 후, 타이거 클랜은 타이거 JK를 주축으로 필리핀계 Roscoe Umali를 비롯해, Xrae 그리고 한국인 DJ James Jhig, Mango Fresh, MQ, Kevin gunheehan, David Kempo Han으로 구성되어 있다. 한국의 정통 힙합 전파에 공헌해 온 드렁큰 타이거의 힙합 운동은 더 크게 무브먼트 (Movement) 크루로 범위를 넓혀왔으며, 현재 한국에서 가장 많은 힙합 작품을 발표한 아티스트이며 한국대중음악상, 골든디스크, MKMF를 비롯한 각종 상을 수상하였다. 2017년 1월 2일, 마지막 정규 앨범 발매를 끝으로 해체를 결정했다. 2018년 11월 14일, 마지막 정규 앨범 《Drunken Tiger X : Rebirth Of Tiger JK》를 발매하였으며, 이를 끝으로 드렁큰 타이거의 활동이 20년 만에 마무리되었다. 2019년 5월 16일, "I Love You Too (Feat. 윤미래)" 뮤직비디오가 추가로 공개되었다.

## 이전 구성원
- 타이거 JK
  - 본명: 서정권
  - 출생 : 1974년 6월 11일
  - 소속사 : Feel Ghood Muzik
  - 학력 : 동국대학교
  - 가족 : 아버지 음악평론가 서병후, 어머니 김성애(전 와일드캐츠 멤버), 아내 윤미래, 아들 서조단

- DJ 샤인 (2005년 탈퇴)
  - 본명: 임병욱
  - 출생 : 1974년 6월 11일
  - 소속사 : KN엔터테인먼트
  - 학력 : 뉴욕 주립 대학교

## 변화 과정
1999년, 드렁큰 타이거는 타이거 JK와 DJ 샤인으로 이루어진 힙합 듀오였다.
그러다가 2000년, 2집부터 DJ James Jhig이 DJ로 드렁큰 타이거에 들어오게 되었으며, 한국에 오기 전부터 JK와 같이 활동하려 했던 외국의 Roscoe Umali와 무브먼트의 객원 멤버 MQ도 2집 때부터 부각되었다. 그들은 4집 앨범까지 참여했으나, 각자의 사정으로 그 이후의 앨범에는 거의 참여하지 않았다.
그렇게 타이거 JK와 DJ 샤인 둘만 남아 5집을 발매하게 되는데, 그 5집 마저 DJ 샤인은 개인 사정으로 "백만 인의 콘서트" 단 한 곡만 참여했고 거의 타이거 JK 혼자 작업을 했으며 타이거 JK의 솔로 앨범이라고도 할 수 있게 되었다. 그때 당시 드렁큰 타이거의 불화설이 돌았으나, DJ 샤인은 직접 공식 홈페이지에 'JK와의 우정은 변함이 없다'라는 식으로 해명을 하였다. 그러나 2005년, 6집이 나오기 전에 DJ 샤인이 돌연 드렁큰 타이거를 탈퇴하였고, 6집부터는 타이거 JK의 솔로 체제가 되었다.
2018년, 마지막 정규 앨범을 끝으로 드렁큰 타이거의 활동이 20년 만에 마무리 되었다.

## 연혁

### 결성 전
1992년 로스앤젤레스 폭동 당시 흑인 랩퍼 아이스 큐브는 Black Korea란 곡을 발표하며, 흑인을 상대로 장사하면서 정작 흑인들과는 어울리려 하지 않는 한국인들에 대해 강한 불만을 표시하였다.
흑인들을 비롯한 많은 MC, DJ들이 참가하는 힙합 페스티발 공연장에 한국인 랩퍼가 소개되자 관중석에선 야유가 터져 나왔다. 고3의 어린 소년 타이거 JK, 그는 당당하게 흑인들과 맞서 한국을 우습게 보지 말라는 내용의 "Call me Tiger.(나를 호랑이라고 불러라.)"라는 노래를 불러 즉흥랩 상을 받았다. 그 소년은 거기서 다른 한국 사람 DJ 샤인을 만났다. DJ 샤인도 뉴욕 각종 클럽에서 DJ로서의 실력을 인정 받아 곳곳에서 초청받아 활동을 하고 있었다. 서로 한국 사람이란 사실을 모른 상태에서 만났다가 둘은 한국 사람이란 사실을 알게 되고 금방 친해져서 힙합 그룹을 만들었다.

### 업타운과 마약 사건
2000년 5월, 드렁큰 타이거의 멤버 타이거 JK는 필로폰을 흡입한 혐의로 구속됐다. 당시 JK가 구속된 것은 이미 구속기소돼 있던 업타운의 멤버가 `JK와 함께 수 차례 필로폰을 흡입했다`라고 증언한 것 때문으로 알려졌다. 드렁큰 타이거 JK의 마약 사건은 국내 힙합인들은 물론 미국 힙합 사회에서도 논쟁을 불러일으킨 `뜨거운 감자`였다. 당시 JK는 `필로폰을 흡입했다고 하는 때에 나는 한국에 없었다.`며 혐의 사실을 부인했고, 소변·모발 검사에서도 모두 음성 판정이 나왔다. 사정이 이런데도 JK는 2000년 5월 4일, 마약류관리법 위반 혐의로 구속됐고, 36일간 수감된 후 6월 8일 보석으로 풀려났다.
구속 당시 팬들은 JK의 부친이며 공륜 음반 심의 위원을 지낸 팝 칼럼니스트 서병후와 함께 구명 운동 및 항의 집회를 가졌다. 또, 세계적 인터넷 방송국 `Heavy.com`은 라는 30분짜리 다큐멘터리를 방영했으며, 외국 힙합 잡지들은 이와 관련한 특집 기사를 게재했고, 우 탱 클랜과 교류가 많았던 유명 힙합가수들이 `Free JK`라는 싱글을 발표해 국제적인 파문으로까지 이어졌다. 캐패도나 등 우 탱 클랜과 친하게 지내며 같이 작업하는 뮤지션이나 팬 등등을 '우팸'이라 일컬었던 것을 국내에서 우 탱 클랜으로 와전, Free JK가 우 탱 클랜의 곡이라고 와전되기도 했다.
그 당시 드렁큰 타이거는 업타운이 거짓 증언하였다고 자백한 녹취 테이프를 가지고 있었고 그것을 공개·앨범에 실으려고 하였으나 JK의 무죄가 입증되자 결국 공개하지 않았다. JK는 "미국은 죄가 입증되기 전까지 무죄이지만 한국은 무죄가 입증되기 전까지는 유죄이다."라는 말을 남기기도 하였다.

### DJ 샤인의 탈퇴
1999년, 타이거 JK와 함께 드렁큰 타이거를 결성한 DJ 샤인은 드렁큰타이거로 활동하기 전후에도 사업에 관심이 많았다. 그러던 그는 타이거 JK와 함께 드렁큰 타이거로 2003년에 4집까지 활동하다가 갑작스레 탈퇴를 하고 5집에 단 한곡만 콜라보를 남기고, 드렁큰 타이거를 나가게 된다. 그 후 DJ 샤인의 탈퇴 사유에 대해 많은 뜬 소문들이 올라왔고, 그 당시 언급된 탈퇴 사유로는 어머니의 병환, 음악적인 회의, 그리고 평소에 사업에 관심이 많은 터라 사업에 열중하기 위해 탈퇴를 하였다는 등의 말이 대표적이였다.
또한, 2009년 6월 11일에 방송된 TV 프로그램 MBC 라디오 스타에서는 힙합 그룹 에픽하이가 출연, 최고의 힙합곡으로 그룹 드렁큰 타이거의 노래를 꼽자 진행 MC인 김구라가 "드렁큰 타이거에서 왜 DJ 샤인이 탈퇴한지 아느냐"며 그룹 멤버 중 타이거 JK가 DJ 샤인보다 인기가 많은 것이 탈퇴의 원인이었을 것이라고 추측했다. 이에 윤종신, 김국진, 신정환 등 다른 MC들이 "소스가 정확하냐?"라고 묻자 김구라는 "무명의 정보원이 알려주었다."며 얼버무렸다. 그러나 아직까지도 그가 왜 드렁큰타이거를 나가게 되었는지는 확실하게 밝혀지지 않았다.

### 척수염에 걸리다.
2006년 2월, 타이거 JK는 생애 엄청난 고비를 맞게 된다. 바로 100만 명 중에 1명에게 발생한다고 하는 척수염에 걸렸다. 처음에는 그냥 허리디스크인 줄 알았지만, 엄지 발가락을 꼼지락 거려도 다리털을 뽑아도 아무런 감각이 없었고, 체온도 갑자기 뜨거워졌으며, 끝내 위험하다는 걸 알게 되자, 척수염 판정을 받고 병원에 입원하였다. 척수염으로 인하여 신경이 마비되었고, 당시 척수염을 치료하기 위해 복용하였던 스테로이드제가 심한 부작용에 걸려서, 2주만에 무려 30~40kg나 체중이 불었다. 소속사는 물론, 가족까지도 몰랐다고 한다. 심지어는 마비로 인하여 지팡이 없이는 걸을 수 없을 정도라고 말하기도 했다. 하지만 투병생활을 하면서도 무브먼트 공연 활동을 하였고, 움직이면 뼈가 약해지지만, 그는 물을 마시면서 의정부 시내를 걸어다니면서 병이 조금씩 쾌유되기 시작하였다. 그리고 윤미래(당시 결혼 前)가 옆에 돌봐줘서 끝내 투병 생활에 이겼다. 하지만 완치되지 않았기 때문에 여전히 약을 먹고, 단어는 생각이 나는데 말이 나오지 않는 부작용이 있다고 한다.

### 라킴과의 콜라보
2009년 6월, 드렁큰 타이거의 8집 발매에 앞서 라킴, Dilated Peoples의 Rakaa, 일본의 랩퍼 Zeebra 등 해외 유명 랩퍼의 참여소식이 대한민국 힙합계를 흔들어놓았다. 또한 어떠한 대가도 받지 않고 흔쾌히 앨범에 참여해 주어서 화제가 되기도 하였다.
다음은 타이거 JK와 콜레보를 한 Rakim이 타이거 JK와 한국 힙합 팬들에게 전해온 편지 내용이다.
"타이거 JK는 힙합 음악과 그 운동에서, 나와 똑같은 좁은 길을 나란히 개척해가는 친구!"
"나는 언제나 의식 있는 눈으로, 세계를 내다보는 언더그라운드 아티스트였습니다. 나는 그동안 콜레보는 많이 하지 않았지만, 나는 내가 콜레보를 할 때에는 나와 똑같은 좁은 길을 걷고 있는 아티스트를 찾습니다. 타이거 JK가 바로 그런 친구입니다. 우리는 지금 육체적으로는 서로 지구의 반대편 끝에 있지만, “힙합 - 그 음악과 그 운동”을 보는 방식이나, 정신적인 면에서 서로 꼭 같이 나란히 가고 있습니다."
"나는 뉴욕 아티스트이지만 글로벌한 안목을 갖고 있습니다. 나는 대한민국, 그리고 아시아에서, 언제나 엄청나게 큰 사랑을 받고 있다는 걸 알고 있습니다. 그러므로 그 분들이 내 메시지를 듣고 있다면, 나도 그분들의 이야기에 귀를 기울여야 합니다. 따라서 당신이 올바른 기회를 찾아 무언가 직접적인 영향력을 끼치고 무언가 되돌려 줄 수 있을 때, 나도 내가 갖고 있는 모든 것을 던져 함께 참여하고 있다는 사실을 알아주십시오.

### 마지막 앨범 및 활동 마감
2017년 1월에 필굿뮤직은 타이거 JK가 드렁큰 타이거의 마지막 앨범을 준비하고 있다고 밝혔으나 가수로서의 은퇴는 아니며 필굿뮤직의 수장이자 MFBTY의 멤버로서 활동을 지속할 것이라고 밝혔다.
2018년 11월, 마지막 정규 앨범 《Drunken Tiger X : Rebirth Of Tiger JK》를 발매하였으며, 이를 끝으로 드렁큰 타이거의 활동이 20년 만에 마무리 되었다.

## 발매 음반

### 정규 음반
- 1999년 2월 - 1집 Year of The Tiger
- 2000년 3월 - 2집 《위대한 탄생》
- 2001년 3월 - 3집 The Legend of...
- 2003년 2월 - 4집 《뿌리》
- 2004년 8월 - 5집 《하나하면 너와 나》
- 2005년 8월 - 6집 《1945 해방》
- 2007년 9월 - 7집 Sky Is The Limit
- 2009년 6월 - 8집 Feel gHood Muzik: The 8th Wonder
- 2013년 9월 - 9집 《살자 (The Cure)》 (with 윤미래, 비지)
- 2018년 11월 - 10집 Drunken Tiger X: Rebirth Of Tiger JK

### 컴필레이션
- 1999년 2월 - 《1999 대한민국》 (참여곡 : “Hip-Hop Syndrome” , “Mission Impossible”)
- 2002년 5월 - 《2002 대한민국》 (참여곡 : “Voodoo Boogie”)

### 비정규 앨범
- 2006년 11월 - 디지털 싱글 《희망승일-행복의 조건》
- 2008년 5월 - 디지털 싱글 《랩소디 Part 2》

### 싱글 앨범
- 2018년 4월 - Drunken Tiger - “YET”
- 2018년 6월 - Drunken Tiger - “범바예”

## 수상 내역
- 2019년 제28회 하이원 서울가요대상 힙합&알앤비상
- 2010년 서울가요대상 최고앨범상
- 2010년 서울가요대상 힙합부문상
- 2010년 제 7회 한국대중음악상 최우수 힙합 음반상 - 《Feel gHood Muzik : The 8th Wonder》
- 2009년 제 24회 골든디스크 본상 - 《Feel Good Music》
- 2009년 스타일아이콘어워즈 남자가수부문
- 2009년 Mnet 아시안 뮤직 어워드 남자가수상
- 2008년 제5회 한국대중음악상 최우수 힙합 노래상 - 《8:45 Heaven》
- 2005년 제20회 골든디스크상 뮤직비디오 작품상
- 2005년 Mnet-Km 뮤직비디오 페스티벌 최우수작품상 - 《소외된 모두, 왼 발을 한 보 앞으로》
- 2003년 서울가요대상 힙합부문 특별상
- 2001년 서울가요대상 힙합부문 특별상
- 2001년 Mnet 2001 뮤직비디오 페스티발 힙합 최우수 작품상 - 《Good Life》

### 가요 프로그램 1위
| 연도            | 수상 내역 (총 2회)                                                                             |
| --------------- | ---------------------------------------------------------------------------------------------- |
| 2001년 (총 2회) | - Good Life (총 2회) - 6월 3일 SBS 《인기가요》 1위 - 6월 10일 SBS 《인기가요》 1위 (2주 연속) |

## 크루
2000년 드렁큰 타이거 2집에 수록된 "The Movement"라는 곡을 시작으로 무브먼트라는 크루가 생겨났다. 당시 곡에 참여했던 래퍼는 드렁큰 타이거를 비롯하여 윤미래, CB Mass, 김진표 a.k.a. JP 등이었는데, 무사파(리쌍, 타이거 JK, 윤미래, Bizzy 등)의 멤버들이 무브먼트의 창립 멤버라고 알려져 있다.

## 레이블
2006년 2월에 정글 엔터테인먼트 설립에 참여하였으나, 이후 2013년 7월에 독립하여 FeelGhood Music 레이블을 설립하고 현재 왕성한 활동을 하고 있다.
- 소속 연예인
  - 타이거 JK, 윤미래, Bizzy, 박재선(프로듀서), 주노플로

## 같이 보기
- 타이거 JK
- DJ 샤인
- 무브먼트
- 정글 엔터테인먼트
- 윤미래